# Jente (tijdschrift)
Jente is een tweemaandelijks tijdschrift voor christelijke ouders, uitgegeven door Jongbloed BV. Het blad heeft een oplage van zo'n 4.500 exemplaren.

## Geschiedenis
In januari 1995 begon Jetze Baas een tijdschrift voor christelijke opvoeding onder de naam Een Plus Een, en werd daarvan zelf hoofdredacteur. In september 1998 ging het blad samen met Rondom het Kind, en kreeg de titel Aan de hand. Jetze Baas was hoofdredacteur tot eind 2005, waarna Ronald Koops zijn opvolger werd. 
Tot 2011 werd Aan de hand uitgegeven door Inspirit Media, waarna Jongbloed BV het overnam. Het blad kreeg een nieuwe inhoud en vorm en werd in 2012 omgedoopt in Jente, dat in plaats van acht, zesmaal per jaar uitkwam. Vanaf deze overname was Anne Westerduin hoofdredacteur. Medio 2014 werd Janneke Burger-Niemeijer haar opvolger, begin 2019 verving Eline Hoogenboom haar.

## Inhoud
De bedoeling van Jente is vooral christelijke ouders advies te geven in het opvoeden van hun kinderen (t/m de tienerleeftijd). Daarvoor worden Bijbelstudies geschreven, humaninterestverhalen, interviews en columns. Een van de regelmatige auteurs en columnisten van Jente is kinderboekenschrijfster Corien Oranje.